# Irena Yebuah Tiran
Irena Yebuah Tiran, slovenska mezzosopranistka, * 25. marec 1974 , Novo mesto.

## Življenjepis
Njen oče Robert Yebuah prihaja iz Gane in je med študijem v Ljubljani spoznal Irenino mamo (Vida), ki je doma iz  Novega mesta.
Ima tudi sestro dvojčico Leticio s katero sta bili rojeni na materinski dan leta 1974. Je poročena in mati dveh sinov.
Novomeščanka Irena Yebuah Tiran je po končani gimnaziji s študijem petja začela pri prof. Doroteji Cestnik Spasić na SGŠ v Ljubljani.
Z odliko je diplomirala na salzburškem Mozarteumu pri prof. Ingrid Mayr in končala podiplomski študij samospeva v razredu prof. Wolfganga Holzmairja.
Je prejemnica več nagrad.
Udeležila se je več mojstrskih tečajev (Marjana Lipovšek, Breda Zakotnik, Alfred Burgstaller). Izpopolnjevala se je tudi pri Grace Bumbry v Salzburgu.
Leta 2000 je v vlogi Kerubina v Mozartovi Figarovi svatbi prvič nastopila na deskah ljubljanske opere.
Sodelovala je z orkestrom Slovenske filharmonije, Simfoničnim orkestrom RTV Slovenija, Dunajskimi filharmoniki, Bavarskim radijskim orkestrom, ansamblom Klagforum Wien in dirigenti, kot so Jonatan Nott, Riccardo Chailly, Emilio Pomarico, Donald Runnicles, Evan Christ, Marko Letonja, ... 
Je članica vokalnega ansambla Nova na Dunaju (nastopi na salzburškem, bregenškem festivalu, Styriarte, Ruhrtrienalu, festivalu Štajerska jesen, Wien Modern, Wiener Festwochen, ...).
V sezoni 2007/08 je z ansamblom nastopila v Beriovi Simfoniji za 8 solistov in orkester z Dunajskimi Filharmoniki ter v praizvedbi Haasove opere Melancholia v Operi national de Paris.
Irena se posveča tudi izvajanju sodobne glasbe tako doma kot v tujini. Tako je sodelovala na številnih krstnih izvedbah slovenskih skladateljev (Petriča, Staniča, Sojerja Voglarja, Dekleve, Habeta, Kumarja, Vrhunčeve, ...) in tujih (Furrerja, Haasa, Langa, Haubenstocka, Hoellskyjeve, ...).
Poučuje solopetje na glasbeni šoli v Novem mestu in koncertira kot solistka in članica komornih zasedb tako doma kot v tujini.